# L'Évanouissement de la Vierge pendant le transport du Christ
L'Évanouissement de la Vierge pendant le transport du Christ est un tableau réalisé par le peintre italien Lorenzo Lotto en 1545. De format horizontal, cette huile sur toile est une peinture chrétienne qui représente l'évanouissement de la Vierge pendant la Mise au tombeau, au terme de la Passion du Christ.
Au centre de sa composition figure Marie en train de perdre connaissance dans les bras de Jean et des Saintes Femmes. En position médiane, l'apôtre assure la continuité entre les deux principaux plans, ayant la tête et le regard comme attirés vers l'arrière, là où dans le quart gauche de l'image a lieu l'entrée du corps mort de Jésus dans son tombeau, porté par Nicodème et Joseph d'Arimathie. 
Achetée en 1893, l'œuvre est conservée au musée des Beaux-Arts de Strasbourg, à Strasbourg, dans le Bas-Rhin, en France.